# Marian Leśkiewicz
Marian Alfred Tadeusz Leśkiewicz vel Marian Petryk pseud.: Wygoda, Rachim, Rachiń, Dolina (ur. 7 września 1923 w Dolinie (województwo stanisławowskie), zm. 18 maja 1992 w Krakowie) – podporucznik łączności czasu wojny Polskich Sił Zbrojnych i Armii Krajowej, cichociemny, kapitan ludowego Wojska Polskiego.

## Życiorys
W 1939 roku zdał małą maturę w Prywatnym Gimnazjum im. Z. Krasińskiego w Dolinie.
We wrześniu 1939 roku nie został zmobilizowany. 13 kwietnia 1940 roku został zesłany w głąb ZSRR. W grudniu 1941 roku wstąpił do Armii Andersa i został przydzielony do 17 pułku piechoty 6 Lwowskiej Dywizji Piechoty. W marcu 1943 roku został przeniesiony do Wielkiej Brytanii, gdzie został przydzielony do Sekcji Dyspozycyjnej Naczelnego Wodza.
Po przeszkoleniu w łączności radiowej został zaprzysiężony 19 stycznia 1944 roku w Oddziale VI Sztabu Naczelnego Wodza i przeniesiony do Głównej Bazy Przerzutowej w Brindisi we Włoszech. Zrzutu dokonano w nocy z 21 na 22 września 1944 roku w ramach operacji „Przemek 1” dowodzonej przez por. naw. Stanisława Kleybora i dostał przydział do Okręgu Radom-Kielce AK, gdzie służył jako radiotelegrafista w 2 Dywizji Piechoty Legionów AK „Pogoń”. A po dekoncentracji Dywizji, od 2 października 1944 roku był radiotelegrafistą w 2 pułku piechoty Legionów AK. Od listopada 1944 do stycznia 1945 roku  pracował w radiostacji w Piotrkowicach.
Od kwietnia 1945 do grudnia 1956 roku służył w ludowym Wojsku Polskim, m.in. w Oficerskiej Szkole Inżynieryjno-Saperskiej. Po zadenuncjowaniu przez kolegę został aresztowany i zwolniony z wojska. Później pracował w Rejonowej Zbiornicy Złomu i Przedsiębiorstwie Przerobu Złomu.

## Ordery i odznaczenia
- Krzyż Srebrny Orderu Virtuti Militari
- Krzyż Partyzancki
- Krzyż Armii Krajowej.

## Życie rodzinne
Był synem Teodora, starszego przodownika policji, i Stefanii Petroneli z domu Soroczyńskiej. W 1950 ożenił się z Krystyną Cichorzewską (ur. 1926), z którą miał troje dzieci: Zofię (ur. 1952), Marię (ur. 1953) i Ryszarda (ur. 1956).